# فلفل حلبی
فلفل حلبی (عربی: فلفل حلبی، ترکی استانبولی: Halep biberi) نوعی فلفل گلدانی است که به عنوان ادویه مخصوصاً در غذاهای ترکی، خاورمیانه‌ای و مدیترانه‌ای استفاده می‌شود. غلاف‌های آن به رنگ شرابی رسیده، سپس نیمه‌خشک شده، دانه‌زدایی می‌شوند و خرد یا درشت آسیاب می‌شوند.
پرک‌های این فلفل در ترکیه با نام پول بیبر (ترکی استانبولی: Pul biber؛ پول = پولک، بیبر = فلفل) و در ارمنستان به نام حلبی بیبر شناخته می‌شود. پول بیبر در ترکیه سومین ادویه پر مصرف بعد از نمک و فلفل سیاه است. در زبان عربی، این فلفل به نام حلب، شهری قدیمی در امتداد جاده ابریشم در شمال سوریه، نامگذاری شده‌است.
اگرچه این فلفل یک چاشنی رایج است، اما استفاده از آن در اروپا و ایالات متحده خارج از جوامع مهاجر ارمنی، سوری و ترک تا سده بیستم نادر بود.

## کاربرد
رایج‌ترین کاربرد آن به شکل تکه‌های خرد شده‌است که معمولاً کمی ملایم‌تر و روغنی‌تر از فلفل قرمز خردشده معمولی هستند، با کمی شوری و طعم کمی کشمشی‌مانند. بر خلاف فلفل قرمز خرد شده، تکه‌های آن حاوی گوشت یا دانه‌های فلفل نیستند که به ملایمت طعم آن کمک می‌کنند. فلفل حلبی خرد شده را می‌توان جایگزین فلفل قرمز خرد شده یا پاپریکا کرد.